# 김민창
김민창(1987년 9월 3일 ~)은 대한민국의 가수다.

## 방송
- 히든싱어 5 (2018) - 강타편 우승, 왕중왕전 준우승

## 음반
- Pop-Kon 1st (2015)
- 꿈을 꾸던 그때로 (2016)
- 마지막 페이지 (2016)
- 넷째 손가락 (2017)

## 경력
- 제1회 신한류 뮤직페스티벌 대상 (2015)
- 자취방스토리 - 스물일곱 (2017) - 참여
- 동아방송예술대학교 전공실기 강사 (2019)
- 멜로틱 - 텅 빈 방안에 (2020) - 참여